# 2004年夏季残疾人奥林匹克运动会肯尼亚代表团
2004年夏季残疾人奥林匹克运动会肯尼亚代表团是肯尼亚派出的2004年夏季残疾人奥林匹克运动会代表团。获得3枚金牌、1枚银牌和3枚铜牌。